# یواس‌اس ریوز (دی‌ال‌جی-۲۴)
یواس‌اس ریوز (دی‌ال‌جی-۲۴) (به انگلیسی: USS Reeves (DLG-24)) یک کشتی بود که طول آن ۵۳۵ فوت (۱۶۳ متر) بود. این کشتی در سال ۱۹۶۲ ساخته شد.